# Paul Bùi Văn Đọc
Paul Bùi Văn Đọc (ur. 11 listopada 1944 w Đà Lạt, zm. 6 marca 2018 w Rzymie) – wietnamski duchowny katolicki, arcybiskup metropolita Ho Chi Minh (Sajgonu) w latach 2014–2018.

## Życiorys
Święcenia kapłańskie przyjął 17 grudnia 1970. 

## Episkopat
26 marca 1999 Jan Paweł II mianował go biskupem diecezji Mỹ Tho. Sakry biskupiej udzielił mu 20 maja 1999 arcybiskup Jean-Baptiste Phạm Minh Mẫn. W latach 2013–2016 był przewodniczącym Konferencji Biskupów Wietnamu.
28 września 2013 papież Franciszek mianował go arcybiskupem koadiutorem Ho Chi Minh. Sukcesję po kardynale Phạm Minh Mẫnie przejął 22 marca 2014.
Paliusz otrzymał z rąk papieża Franciszka w dniu 29 czerwca 2014.
Zmarł w Rzymie 6 marca 2018 podczas wizyty ad limina biskupów Wietnamu.